# بازی‌های جهانی ساحلی
بازی‌های جهانی ساحلی (انگلیسی: World Beach Games) یک رویداد بین‌المللی چند ورزشی است که توسط اتحادیه کمیته‌های ملی المپیک (ANOC) برگزار می‌شود. این بازی‌ها هر دو سال یکبار برگزار می‌شود. دوره اول قرار بود از ۱۰ تا ۱۵ اکتبر ۲۰۱۹ در سن دیگو، ایالات متحده آمریکا برگزار شود، اما بعداً پس از آنکه سن دیگو نتوانست بودجه لازم را فراهم کند، به دوحه، قطر منتقل شد.